# أنور عبد المالك
أنور عبد المالك (بالملايوية: Anwar Malek)‏ هو سياسي ماليزي، ولد في 1898، وتوفي في 1998.
1. ↑  Ensiklopedi Islam (بالإندونيسية) (3rd ed.), Ichtiar Baru Van Hoeve, QID:Q123019074